# 蚊遣り火
蚊遣り火（）とは、よもぎの葉、カヤ（榧）の木、杉や松の青葉などを火にくべて、燻した煙で蚊を追い払う行為、あるいはそのために熾された火や煙である。季語などで蚊遣火と書く。
蚊取り線香や電気蚊取り、あるいは殺虫スプレーなど様々な駆虫製品が生産、販売されている21世紀にはすたれた習慣だが、平安時代から、蚊取り線香が発明される大正初期頃まで蚊を追い払うための欠かせない生活習慣であり、江戸時代の江戸庶民の間では夏の風物詩でもあった。古典の随筆、和歌、俳句にも「蚊遣火」の記述が散見され、現代俳句においても夏の季語として扱われている。なお蚊取り線香と蚊遣火は、全くの別物である。
- 六月（）の頃、あやしき家に夕顔の白く見えて、蚊遣火（）ふすぶるもあはれなり — 徒然草 第十九段 折節の移りかはるこそ
- かやり火のけぶりのあとや草枕たちなんのべのかた見なるべき — 藤原定家
- 蚊やりして皆おぢ甥の在所哉 — 小林一茶
- 蚊遣火の煙の末をながめけり — 日野草城